# 101경비단
101경비단(一百一警備團)은 대한민국 대통령실의 경호를 담당하는 서울특별시경찰청 소속 경찰기관이다. 대통령 경호처(PSS)와 청와대 경호 및 대통령의 안위와 신변보호를 주된 업무로 하며 101경비단은 청와대 내부경비임무, 순찰, 의전, 행사 경호 지원 등 또한 수행한다. 용산 대통령 집무실 경호임무에 대하여 대통령 경호처(PSS)의 지휘를 받는다. 대통령과 그 가족, 대통령 당선인과 그 가족의 경호 및 주변 방범업무를 담당한다.

## 연혁
- 1949년: 경무대경찰서 설치
- 1960년: 경무대경찰서 폐지, |서울특별시경찰국 경비과 소속 특정지역 경찰관 파견대 설치
- 1963년: 대한민국 대통령경호실로 이관
- 1968년: 서울특별시경찰국 청와대경비대로 명칭 변경
- 1976년: 101경비단으로 명칭 변경

## 조직
| - 행정부단장 - 경무과 - 인사교육과 | - 경비부단장 - 경비과 - 안내과 - 1경비대 - 2경비대 - 3경비대 - 5경비대 |

## 같이 보기
- 서울특별시경찰청
- 대한민국 대통령경호실
- 경무대경찰서